# Juncus pylaei
Juncus pylaei là một loài thực vật có hoa trong họ Juncaceae. Loài này được Laharpe mô tả khoa học đầu tiên năm 1825.